# Adama Soumaoro
Adama Soumaoro (Fontenay-aux-Roses, Isla de Francia, Francia, 18 de junio de 1992) es un futbolista francés. Juega de defensa.

## Trayectoria
Formado en el Lille O. S. C., llegó al primer equipo del club en la temporada 2011-12. Para la temporada 2021-22 fichó por el Bologna F. C. 1909 italiano, club en el que ya había jugado el tramo final del curso anterior.

## Estadísticas
Actualizado al último partido disputado el 4 de mayo de 2023.
| Lille O. S. C. Francia | 1.ª           | 2013-14       | 4   | 0 | 3  | 0 | — | — | 7   | 0 |
| Lille O. S. C. Francia | 1.ª           | 2014-15       | 1   | 0 | 0  | 0 | 0 | 0 | 1   | 0 |
| Lille O. S. C. Francia | 1.ª           | 2015-16       | 28  | 1 | 3  | 1 | — | — | 31  | 2 |
| Lille O. S. C. Francia | 1.ª           | 2016-17       | 27  | 0 | 5  | 1 | 1 | 0 | 33  | 1 |
| Lille O. S. C. Francia | 1.ª           | 2017-18       | 14  | 0 | 1  | 0 | — | — | 15  | 0 |
| Lille O. S. C. Francia | 1.ª           | 2018-19       | 20  | 0 | 2  | 0 | — | — | 22  | 0 |
| Lille O. S. C. Francia | 1.ª           | 2019-20       | 6   | 1 | 3  | 0 | 1 | 0 | 10  | 1 |
| Genoa C. F. C. · Italia | 1.ª           | 2019-20       | 8   | 1 | —  | — | — | — | 8   | 1 |
| Genoa C. F. C. · Italia | Total club    | Total club    | 8   | 1 | 0  | 0 | 0 | 0 | 8   | 1 |
| Lille O. S. C. Francia | 1.ª           | 2020-21       | 3   | 0 | −  | − | 2 | 0 | 5   | 0 |
| Lille O. S. C. Francia | Total club    | Total club    | 103 | 2 | 17 | 2 | 4 | 0 | 124 | 4 |
| Bologna F. C. 1909 · Italia | 1.ª           | 2020-21       | 20  | 1 | —  | — | — | — | 20  | 1 |
| Bologna F. C. 1909 · Italia | 1.ª           | 2021-22       | 28  | 0 | 1  | 0 | — | — | 29  | 0 |
| Bologna F. C. 1909 · Italia | 1.ª           | 2022-23       | 23  | 0 | 3  | 0 | — | — | 26  | 0 |
| Bologna F. C. 1909 · Italia | 1.ª           | 2023-24       | 0   | 0 | 0  | 0 | — | — | 0   | 0 |
| Bologna F. C. 1909 · Italia | Total club    | Total club    | 71  | 1 | 4  | 0 | 0 | 0 | 75  | 1 |
| Total carrera | Total carrera | Total carrera | 182 | 4 | 21 | 2 | 4 | 0 | 207 | 6 |
| (1) Incluye datos de la Copa de Francia, la Copa de la Liga de Francia y la Copa Italia. (2) Incluye datos de la Liga Europa de la UEFA. |               |               |     |   |    |   |   |   |     |   |